# Бавовняний пояс

Бавовняний пояс

Бавовняний пояс (англ. Cotton Belt) належить до регіону південних штатів США, в якому бавовна була основною сільськогосподарською культурою на початку XVIII-XX століть .
До винаходу в 1793 року коттон-джин, першої бавовноочисної машини, виробництво бавовни концентрувалася в прибережних районах Південної Кароліни та  Джорджії. До середини 1800-х років бавовняний пояс простягався від Вірджинії до східного Техасу. Найбільш інтенсивно бавовництво було розвинене в Джорджії, Алабамі, Міссісіпі, а також в певних районах Флориди, Луїзіани та Техасу. Висока продуктивність ґрунтувалася на системі плантацій та рабської праці, з одного боку, та наявності родючої землі та сприятливого клімату, з другого. Після Громадянської війни рабська праця була замінена на оренду землі. У XX столітті виробництво бавовни стало падати через виснаження землі, бавовняного жука та соціальних змін регіону. Тепер[коли?] бавовництво переважно замінено на вирощування кукурудзи, пшениці, сої, арахісу, а також тваринництвом та лісозаготівлею.